# 2,2-二甲基己烷
2,2-二甲基己烷（英語：2,2-Dimethylhexane，也称为新辛烷）化学式(CH3)3C(CH2)3CH3，是辛烷的同分异构体之一，常温下为无色无味液体。